# Decatur (Indiana)
Decatur é uma cidade localizada no estado americano de Indiana, no Condado de Adams.

## Demografia
Segundo o censo americano de 2000, a sua população era de 9528 habitantes.
Em 2006, foi estimada uma população de 9513, um decréscimo de 15 (-0.2%).

## Geografia
De acordo com o United States Census Bureau tem uma área de
12,8 km², dos quais 12,8 km² cobertos por terra e 0,0 km² cobertos por água. Decatur localiza-se a aproximadamente 300 m acima do nível do mar.

## Localidades na vizinhança
O diagrama seguinte representa as localidades num raio de 20 km ao redor de Decatur.